# 탕가 로아

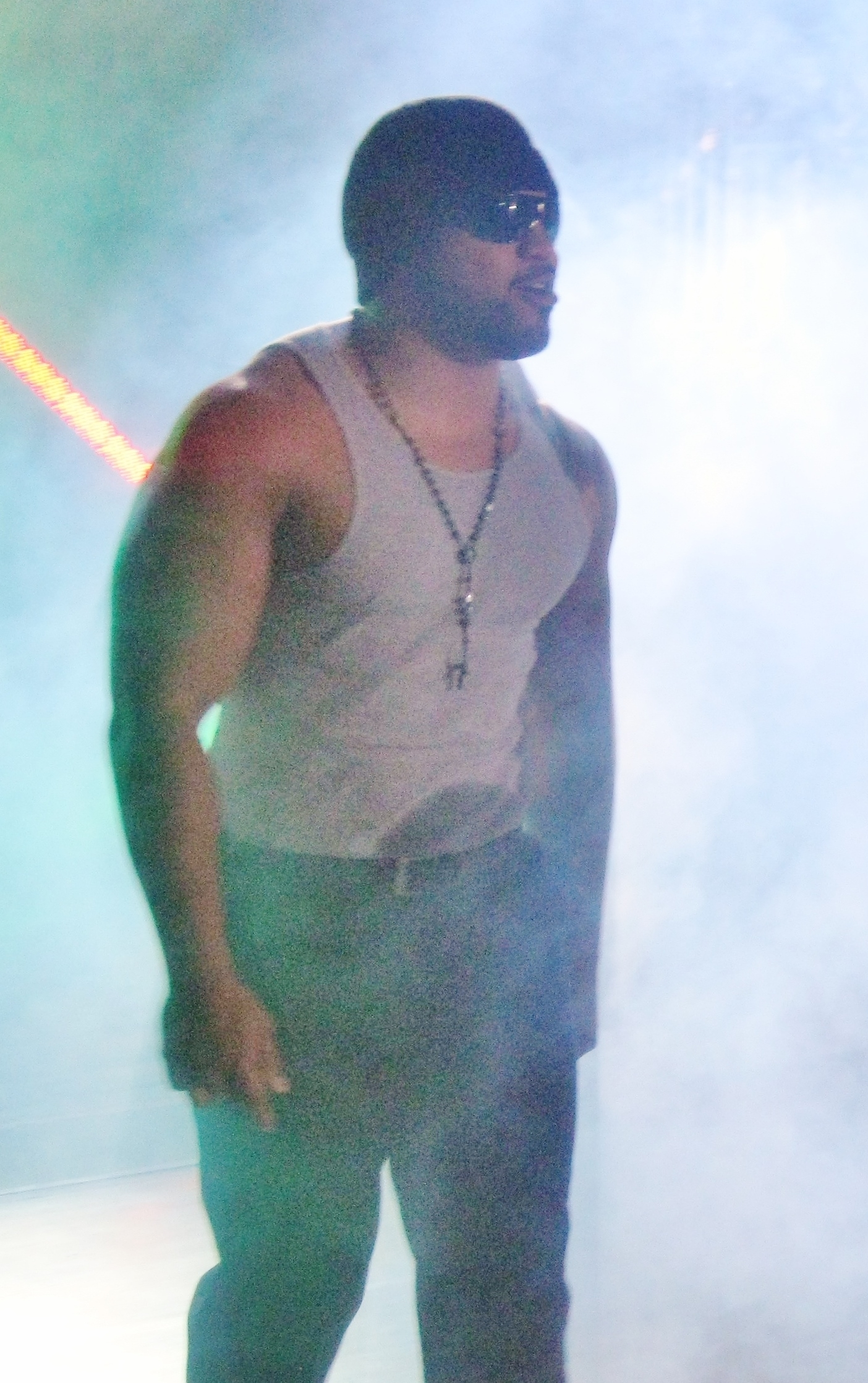

도니 말로우(Donny Marlow)/카마초(Camacho)/미카(Myka)는 본명은 테비타 피피타(Tevita Fifita)는 1983년 5월 7일 미국의 남자 프로레슬링선수다. 키는 188cm 몸무게는 100kg으로 밝혀진 바 현재는 WWE를 떠나 2015년 3월 27일 TNA에서 드류 갤로웨이랑 붙어다니면서 등장을 한다. 현재는 신일본 프로레슬링으로 이적하여 악역 스테이블 뷸렛 클럽의 일원이 된다.